# جيمس دبليو. بولتون
جيمس دبليو. بولتون (بالإنجليزية: James W. Bolton)‏ هو مصرفي أمريكي، ولد في 4 أغسطس 1869 في واينفيلد في الولايات المتحدة، وتوفي في 18 فبراير 1936.